# Stanwellia taranga
Stanwellia taranga là một loài nhện trong họ Nemesiidae.
Stanwellia taranga được miêu tả năm 1968 bởi Forster.